# Europees kampioenschap hockey C-landen mannen 2011
Het vierde officiële Europees kampioenschap hockey voor C-landen (mannen) had plaats van 24 juli tot en met 30 juli 2011 in Catania, Italië. Het tweejaarlijkse evenement werd ook wel de Nations Championship III  genoemd, en is een kwalificatietoernooi voor het EK hockey voor B-landen: de nummers één en twee promoveren en spelen twee jaar later op het EK voor B-landen. Het toernooi stond onder auspiciën van de Europese Hockey Federatie.

## Eindstand
1. Azerbeidzjan (gepromoveerd naar het EK voor B-landen 2013)
2. Italië (gepromoveerd naar het EK voor B-landen 2013)
3. Gibraltar
4. Zwitserland
5. Kroatië
6. Portugal
7. Slovenië (gedegradeerd naar het EK voor D-landen 2013)